# わた (ダンサー)
わた（1994年〈平成6年〉11月30日 - ）は、日本の女性ダンサー、動画クリエイター。主に「踊ってみた」で活動しており、ニコニコ動画やYouTubeなどの動画共有サイトを中心に人気を集めている。愛らしい笑顔とロリータ系の衣装、キュートなダンススタイルで知られる。

## 概要
2010年9月5日、ニコニコ動画にて「踊ってみた」動画を初投稿し、踊り手としての活動を開始。以降、ソロでの投稿に加えて他の人気踊り手とのコラボレーションも積極的に行い、ファン層を拡大した。
代表的なコラボユニットに「わっぺん。」があり、これは人気踊り手・足太ぺんたとのコンビ名である。二人の息の合ったパフォーマンスは多くの視聴者に支持されている。

## キャリア
わたは宝鐘マリンの振付師としても活動しており、ホロライブ所属のVtuber・宝鐘マリンの楽曲「I'm Your Treasure Box」などの振付を担当。自身でも、その振付を踊った動画を投稿し、100万回以上の再生数を記録している。
また、Youtubeでは人気楽曲のダンス動画を多数公開しており、登録者数は10万人を超える。

## 人物
わたはフリルやロリータ系の衣装を好み、実年齢よりも若々しい印象を与えるスタイルが特徴。SNSではファンとの交流も積極的に行っており、誕生日イベント「わた誕」なども開催されている。